# Daïra d'Oulhaça El Gheraba
La daïra d'Oulhaça El Gheraba est une circonscription administrative algérienne située dans la wilaya d'Aïn Témouchent et la région d'Oranie. Son chef-lieu est situé sur la commune éponyme d'Oulhaça El Gheraba.

## Communes
La daïra regroupe les deux communes de Oulhaça El Gheraba et Sidi Ouriache.